# Йосиф Комарницький
Йосиф Семенович Комарницький (17 серпня 1852, с. Ролів, нині Дрогобицький район, Львівська область — 18 листопада 1920, Львів) — греко-католицький священник Львівської архиєпархії, доктор богослов'я, церковний письменник, викладач, декан богословського факультету (1895–1896, 1900–1901, 1906–1907, 2-й семестр) і ректор Львівського університету (1896–1897), член митрополичої консисторії, соборний та почесний крилошанин Львівської капітули.

## Життєпис
Йосиф Комарницький народився 17 серпня 1852 у селі Ролів у Галичині (нині Дрогобицький район, Львівська область, Україна) в родині отця Семена Комарницького (1812–1880).
Гімназію закінчив у Дрогобичі, а в 1871–1874 роках вивчав богослов'я в Греко-Католицькій центральній семінарії у Відні і Віденському університеті. Висвячений на одруженого священника 13 жовтня 1876 року. Після свячень працював сотрудником на парафії в Отинії Тлумацького деканату Львівської архиєпархії (1876–1878). В 1878 році о. Йосиф Комарницький овдовів і, залишивши Отинійське сотрудництво, виїхав до Відня на подальше навчання. 28 травня 1878 року вписався на докторські студії до інституту Авґустинеум, які завершив у 1883 році, отримавши ступінь доктора богослов'я за тезу «In quantum affinitas jure canonico et jure civili Austriaco constituat impedimentum matrimonii». В 1883–1887 роках виконував обов'язки префекта у Львівській духовній семінарії. Соборний крилошанин (1887–1891), почесний крилошанин (1895–1920) та член митрополичої консисторії (1895–1920).
Помер 18 листопада 1920 р. Похований на греко-католицькому цвинтарі в селі Люблинець Новий (Польща). 

## Праця у Львівському університеті
Від 1892 року займав кафедру Нового Завіту, єдину з українською мовою викладів на богословському факультеті Львівського Університету. Був ректором Львівського університету в 1896–1897 академічному році. На богословському факультеті займав різні адміністративні посади: в 1896–1897, 1901–1902 та 1907–1908 роках — продекана, а в 1895–1896, 1900–1901, 1906–1907 (2-й семестр) — декана.
В грудні 1898 року з нагоди 50-літнього ювілею правління імператора Франца Йосифа І був нагороджений Орденом Залізної Корони III ступеня.
Входив до групи викладачів Львівського університету (Іван Бартошевський, Михайло Грушевський, Станіслав Дністрянський, Іван Добрянський, Олександр Колесса, Тит Мишковський, Петро Стебельський і Кирило Студинський), що у 1907 році вимагали організувати вже існуючі українські кафедри в окрему автономну структуру з подальшою розбудовою її в окремий Український університет.
Після Першої світової війни, коли Галичина опинилася під Польщею, о. Йосифа Комарницького як і багато інших професорів-українців було звільнено з Львівського університету без жодної пенсії.

## Доробок
Йосиф Комарницький написав «Пояснення до Євангелія св. Матея». Це перша частина першого тому коментаря о. доктора Йосифа Комарницького до Святого Письма Нового Завіту, що вийшла у Львові в типографії Ставропігійного Інституту і присвячена Львівському митрополиту преосвященному Сильвестру (Сембратовичу). Тут автор торкається перших тринадцятьох розділів Євангелія від Матея.

Потребу написання даної книги о. Йосиф Комарницький пояснює браком подібної літератури українською мовою: 
|  | Другіи народы посідають много и дуже цінныхъ сего рода сочиненій, длячогожъ не могли бы мы Русины, мати хоть одно написане питомымъ словомъ, а коли други нивы нашой литературы чимъ разъ больше зеленіють ся, чижь мала бы литература церковна, сей найціннійшій загонь рідной землі, лежати неуправленою, позбавлена діятелей?. |

Тому Йосиф Комарницький пише: 
|  | хотячи протое удовлетворит желанію Вч. Духовеньства и по силамъ прислужитись общому ділу, рішивъ ся я заняти составленьемъ такой книги, до которой бы священникъ будьто читаючи св. Письмо, будьто приготовляючись до проповідей, могъ заглянути и найти въ ней матеріялъ до поученья и духовного созиданія своихъ вірнихъ. |

При написанні своєї праці о. Йосиф Комарницький користувався творами святих отців та найкращих католицьких авторів. Книга свідчить про обізнаність тогочасних греко-католицьких церковних науковців з біблійною літературою кінця XIX ст.
Йосиф Комарницький зробив багато наукових й популярних розвідок у часописах «Душпастыръ» та в «Сіонъ Рускій». Був редактором часопису «Миръ» та «Душпастырь» (Орган Товариства св. Апостола Павла).